# Comité Olímpico Nacional de Costa Rica
El Comité Olímpico Nacional de Costa Rica, abreviado como CONCRC (código COI: CRC), es el Comité Olímpico Nacional que representa a Costa Rica. Se encarga de apoyar, preparar y seleccionar a los atletas costarricenses para los Juegos Olímpicos. También es parte de la Organización Deportiva Centroamericana y del Caribe (ODECABE) y de la Organización Deportiva Centroamericana (ORDECA), siendo incluidos en los Juegos Centroamericanos y del Caribe y los Juegos Deportivos Centroamericanos respectivamente.

## Historia
El esgrimista Bernardo de la Guardia solícito al Comité Olímpico Internacional (COI), mediante una carta enviada el 2 de abril de 1935, su inclusión en los Juegos Olímpicos de Berlín 1936, lo cual fue respondido negativamente el 14 de mayo de 1935, ya que no existía un comité olímpico local, requisito sine qua non para poder participar. Para lograr este cometido, el 17 de septiembre de 1936 se instaló en Costa Rica un
Comité Olímpico bajo la presidencia del Coronel Joaquín Lizano Bonilla, el cual fue reconocido por el COI en una carta fechada el 21 de noviembre de 1936, siendo tomado este año como el de la fundación del CONCRC.
Sin embargo, todos los documentos del COI de los Juegos de Berlín fueron destruidos durante la Segunda Guerra Mundial, por lo cual necesito ser reconocido nuevamente el 26 de mayo de 1954, con una votación de 36 a favor y 6 en contra.  De la Guardia obtuvo solo una victoria ante Botasis, de Grecia, y cinco derrotas, dos puntos y 28 golpes anotados, no logrando superar la primera fase. Es reconocido como el primer atleta tico en participar en las justas olímpicos.
Luego de 30 años sin enviar participantes, los judocas ticos Orlando Madrigal y Rafael Barquero participarían de los Juegos Olímpicos de Tokio 1964. En los Juegos Olímpicos de Seúl 1988, la nadadora Sylvia Poll lograría la primera medalla para Costa Rica, llegando en segundo lugar en el evento de los 100 metros libres y obteniendo la medalla de plata. Su hermana, Claudia Poll, ganaría la medalla dorada en los Juegos Olímpicos de Atlanta 1996, y dos de bronce en los de Sídney 2000.
A pesar de que, por el clima tropical local, no se practican deportes invernales en el país, Costa Rica avala la participación de costarricenses que residen en países donde sí son usuales estos deportes. La primera participación fue la del esquiador Artuto Kinch en los Juegos Olímpicos de Lake Placid 1980.

## Presidentes
| #  | Nombre y apellido      | Período   |
| -- | ---------------------- | --------- |
| 1  | Joaquín Lizano Bonilla | 1935-1946 |
| 2  | Antonio Escarré        | 1953-1959 |
| 3  | Mario Gómez Calvo      | 1959-1965 |
| 4  | Hernán Echandi         | 1965-1967 |
| 5  | Walter Ross            | 1967-1968 |
| 6  | Rafael Barquero        | 1968-1981 |
| 7  | Gonzalo Raventós       | 1981-1985 |
| 8  | Jorge Nery Carvajal    | 1985-2008 |
| 9  | Roberto Verdesia       | 2008      |
| 10 | Henry Núñez Nájera     | 2008-     |